# UQCC1
UQCC1 (англ. Ubiquinol-cytochrome c reductase complex assembly factor 1) — білок, який кодується однойменним геном, розташованим у людей на короткому плечі 20-ї хромосоми. Довжина поліпептидного ланцюга білка становить 299 амінокислот, а молекулярна маса — 34 600.
| 10         |  | 20         |  | 30         |  | 40         |  | 50         |
| ---------- |  | ---------- |  | ---------- |  | ---------- |  | ---------- |
| MALLVRVLRN |  | QTSISQWVPV |  | CSRLIPVSPT |  | QGQGDRALSR |  | TSQWPQMSQS |
| RACGGSEQIP |  | GIDIQLNRKY |  | HTTRKLSTTK |  | DSPQPVEEKV |  | GAFTKIIEAM |
| GFTGPLKYSK |  | WKIKIAALRM |  | YTSCVEKTDF |  | EEFFLRCQMP |  | DTFNSWFLIT |
| LLHVWMCLVR |  | MKQEGRSGKY |  | MCRIIVHFMW |  | EDVQQRGRVM |  | GVNPYILKKN |
| MILMTNHFYA |  | AILGYDEGIL |  | SDDHGLAAAL |  | WRTFFNRKCE |  | DPRHLELLVE |
| YVRKQIQYLD |  | SMNGEDLLLT |  | GEVSWRPLVE |  | KNPQSILKPH |  | SPTYNDEGL  |

A: Аланін

C: Цистеїн

D: Аспарагінова кислота

E: Глутамінова кислота

F: Фенілаланін

G: Гліцин

H: Гістидин

I: Ізолейцин

K: Лізин

L: Лейцин

M: Метіонін

N: Аспарагін

P: Пролін

Q: Глутамін

R: Аргінін

S: Серин

T: Треонін

V: Валін

W: Триптофан

Задіяний у такому біологічному процесі, як альтернативний сплайсинг. 
Локалізований у мембрані, мітохондрії, внутрішній мембрані мітохондрії, цитоплазматичних везикулах.